# A.S.G. Nocerina
ASG Nocerina Srl, là một câu lạc bộ bóng đá Ý, có trụ sở tại Nraf Inferiore, Campania. Câu lạc bộ đã rút khỏi giải đấu năm 2015 và được thay thế bằng ASD Città di Nocera 1910 (trước đây là "Città di Agropoli"), được gọi là ASD Nocerina 1910 kể từ tháng 7 năm 2016.
ASG Nocerina Srl là một pháp nhân mới để thay thế AG Nocerina 1910 Srl, trong khi sau này, trước đây là US Nocerina Srl và Polisportiva Nraf Superiore, là một câu lạc bộ thay thế của "AC Nocerina Sp A. "(trước đây là" AG Nocerina "). AC Nocerina bị phá sản vào năm 1988.

## Lịch sử

### AG Nocerina và AC Nocerina
Câu lạc bộ được thành lập vào năm 1910  với tên gọi "Associazione Giovanile Nraf"  [sic]. Câu lạc bộ được thành lập với tên "Associazione Calcio Nocerina Sp A. "vào năm 1978. Trong cùng năm đó, câu lạc bộ thăng hạng Serie B.

### US Nocerina, AG Nocerina 1910 và ASG Nocerina
Năm 1988, AC Nocerina bị loại khỏi giải đấu chuyên nghiệp. Cùng lúc đó, một câu lạc bộ bóng đá từ Nocera Superiore: Polisportiva Nocera Superiore, được chuyển đến Nocera Inferiore như một câu lạc bộ thay thế, cụ thể là Unione Sportiva Nocerina,  Các câu lạc bộ đã được tổ chức thành một società một limitata responsabilità vào năm 1994.
Câu lạc bộ sau đó được biết đến với tên Associazione Giovanile Nocerina 1910 Srl năm 2000. Năm 2008, một pháp nhân mới của cùng một câu lạc bộ đã được thành lập, đó là ASG Nocerina Srl Dilettanti. Câu lạc bộ đã được kết nạp vào mùa 2009-10 Lega Pro Seconda Divisione vào ngày 30 tháng 7 năm 2009, do đó bỏ giải nghiệp dư (tiếng Ý: dilettanti) từ hậu tố pháp lý của câu lạc bộ.
Một ASG Nocerina khác, AS Gioventù Nocerina, là tên cũ của đội bóng futsal (bóng đá 5 mặt) AS Pagani Futsal, được sử dụng cho đến năm 2003. Hai ASG Nocerina không có mối quan hệ với nhau.

#### Serie B
Năm 2011, ASG Nocerina đã thăng hạng Serie B từ Lega Pro Prima Divisione. Vì vậy, trở lại sau 32 năm  lần thứ ba (nếu tính câu lạc bộ là đội kế thừa hợp pháp của AC Nocerina), sau hai mùa giải diễn ra vào năm 1948 và năm 1979. Nocerina đã xuống hạng vào cuối mùa giải sau khi kết thúc thứ 20 ở Serie B và trở lại Lega Pro Prima Divisione.

#### Tranh cãi gian lận thể thao và rút khỏi giải đấu
Vào ngày 10 tháng 11 năm 2013, Nocerina đã chơi một trận đấu với đối thủ địa phương Salernitana, một trận derby được công bố rộng rãi trên các phương tiện truyền thông Ý là "trận derby của sự xấu hổ". Ngay trước trận đấu, một số cầu thủ Nocerina bị cáo buộc đã nhận được các mối đe dọa tử vong từ một nhóm ba mươi người ủng hộ Nocerina được gọi là "Ultras", sau khi những người ủng hộ đó bị chính quyền địa phương cấm vào xem trận đấu. Các cầu thủ của Nocerina đã thận trọng lên sân sau khi nghe về các mối đe dọa tử vong, và trận đầu bị trì hoãn 40 phút cho đến khi các cầu thủ cuối cùng bị thuyết phục để bắt đầu trận đấu.
Trong hai phút đầu tiên của trận đấu, Nocerina đã sử dụng cả ba sự thay thế được phép của họ, do chấn thương. Năm cầu thủ Nocerina bổ sung sau đó đã bị chấn thương, khiến Nocerina chỉ còn sáu người trên sân. Trận đấu cuối cùng đã bị hủy bỏ sau 21 phút.
Một cuộc điều tra sau đó của Liên đoàn bóng đá Ý (FIGC) về các sự kiện xung quanh trận đấu đã được tiến hành. Cuộc điều tra dẫn đến việc Nocerina bị kết tội gian lận thể thao, vì những chấn thương được cho là của tám cầu thủ Nocerina đã thực sự bị làm giả, do cầu thủ không sẵn sàng tham gia trận đấu Salernitana.
Do kết quả điều tra, FIGC đã tuyên bố vào ngày 29 tháng 1 năm 2014 rằng Nocerina sẽ bị phạt 10.000 € và bị giáng xuống Lega Pro Prima Divisione. Nocerina sẽ được chỉ định lại cho một bộ phận thấp hơn, được xác định bởi FIGC. Một số cầu thủ cũng bị cấm bóng đá tạm thời, mặc dù một số lệnh cấm đã được rút ngắn sau khi kháng cáo.
Vào ngày 1 tháng 8 năm 2014, Nocerina được tham gia Eccellenza Campania. Vào tháng 7 năm 2015, đội đầu tiên của câu lạc bộ đã rút khỏi Eccellenza Campania, cũng như không tìm cách tham gia bất kỳ giải đấu nào như Terza Cargetoria.

## Câu lạc bộ thay thế
Trong năm 2015, một câu lạc bộ từ một đô thị đã được chuyển đến Nocera Inferiore và đổi tên thành ASD Città di Nocera 1910.

## Màu sắc và huy hiệu
Màu của đội là đỏ và đen. Biệt danh của câu lạc bộ là các cột buồm.

## Danh hiệu
ASG Nocerina
- Lega Pro Prima Divisione nhóm B
  - Vô địch: 2010-11
- Supercoppa di Lega di Prima Divisione
  - Vô địch: 2010-11

AC Nocerina
- Serie C
  - Vô địch: 1946-47, 1977-78
- Scudetto Dilettanti
  - Vô địch: 1961

## 10 mùa gần nhất
| Mùa     | Vị trí | liên đoàn                           | Ghi chú                                                                 |
| ------- | ------ | ----------------------------------- | ----------------------------------------------------------------------- |
| 2005–06 | 13     | Serie C2 (Bảng C)                   |                                                                         |
| 2006–07 | 16     | Serie C2 (Bảng C)                   | xuống hạng sau trận đấu play-out                                        |
| 2007–08 | 3      | Serie D (bảng I)                    |                                                                         |
| 2008–09 | 2      | Serie D (bảng H)                    | tham gia Lega Pro Seconda Divisione để lấp chỗ trống                    |
| 2009–10 | 13     | Lega Pro Seconda Divisione (Bảng B) | tham gia Lega Pro Prima Divisione để lấp chỗ trống                      |
| 2010–11 | 1      | Lega Pro Prima Divisione (Bảng B)   | thăng hạng Serie B                                                      |
| 2011–12 | 20     | Serie B                             | xuống hạng Lega Pro Prima Divisione                                     |
| 2012–13 | 4      | Lega Pro Prima Divisione (Bảng B)   | thua trận bán kết play-off tới Latina                                   |
| 2013–14 | 17     | Lega Pro Prima Divisione (Bảng B)   | loại trừ khỏi giải đấu buộc phải xuống hạng Eccellenza Campania Nhóm B. |
| 2014–15 | 7      | Eccellenza Campania (Bảng B)        | rút khỏi giải đấu vào cuối mùa                                          |